# Blencarn
Blencarn är en by i Culgaith, Cumbria, England.